# Philipp Angeler
Philipp Alexander Angeler (* 13. November 1996) ist ein österreichisch-türkischer Fußballtorwart.

## Karriere
Angeler begann seine Karriere beim Union FC Grapos Graz. 2008 wechselte er zum LUV Graz. Im März 2012 schloss er sich dem SV Thal an, für den er über fünf Jahre lang aktiv war.
Zur Saison 2017/18 wechselte er in die Türkei zum unterklassigen Verein Orduspor. Zur Saison 2018/19 schloss er sich dem Viertligisten Ofspor an. Sein Debüt in der TFF 3. Lig gab er im September 2018, als er am ersten Spieltag jener Saison gegen Düzcespor in der Startelf stand. In zwei Spielzeiten kam er zu 45 Einsätzen für Of in der vierthöchsten Spielklasse.
Zur Saison 2020/21 wechselte er zum Zweitligisten Tuzlaspor. In zweieinhalb Jahren kam er zu 17 Einsätzen in der TFF 1. Lig für Tuzla. Im Februar 2023 wurde er innerhalb der Liga an Gençlerbirliği Ankara verliehen. Für Gençlerbirliği spielte er viermal in der 1. Lig. Zur Saison 2023/24 kehrte er zunächst nach Tuzla zurück, wo er zweimal das Tor hütete. Im August 2023 verließ er den Verein dann aber endgültig und wechselte zum Drittligisten Sarıyer SK. Für Sarıyer absolvierte er elf Drittligaspiele, ehe er den Verein nach der Saison 2023/24 wieder verließ.
Zur Saison 2024/25 kehrte Angeler nach sieben Jahren nach Österreich zurück und wechselte zum Regionalligisten DSV Leoben. Trotz Insolvenz der Leobner im Jänner 2025 blieb Angeler beim DSV. Insgesamt kam er zu 16 Einsätzen in der Regionalliga. Zur Saison 2025/26 wechselte er wieder in die Türkei und schloss sich Drittligist Erbaaspor an.